# Serwia-Welwendos
Serwia-Welwendos (gr. Δήμος Σερβίων-Βελβεντού, Dimos Serwion-Welwendu) – gmina w Grecji, w administracji zdecentralizowanej Epir-Macedonia Zachodnia, w regionie Macedonia Zachodnia, w jednostce regionalnej Kozani. W 2011 roku liczyła 14 830 mieszkańców. Powstała 1 stycznia 2011 roku w wyniku połączenia dotychczasowych gmin: Serwia, Kamwunia i Welwendos oraz wspólnoty Liwadero. Siedzibą gminy jest Serwia.